# Charles Berthoud
Charles Berthoud (ur. 28 września 1938 w Châtel-Saint-Denis) – szwajcarski zapaśnik walczący w stylu klasycznym. Olimpijczyk z Rzymu 1960, gdzie zajął piętnaste miejsce w kategorii do 79 kg.

## Letnie Igrzyska Olimpijskie 1960
| Konkurencja          | Rundy eliminacyjne        | Rundy eliminacyjne     | Klas. końcowa |
| Konkurencja          | Przeciwnik I              | Przeciwnik II          | Miejsce       |
| -------------------- | ------------------------- | ---------------------- | ------------- |
| 79 kg styl klasyczny | Russell Camilleri (USA) P | Yacoub Romanos (LIB) P | 15.           |